# Arghistan
L'Arghistan o Arghastan è un fiume dell'Afganistan meridionale. Attraversa il distretto di Arghistan e le province di Zabol e Kandahar. È un affluente del fiume Dori, un sub-affluente del fiume Helmand. È lungo 280 chilometri.

## Geografia
Il fiume nasce nel sud-est dell'Afganistan, nella provincia di Zabul, vicino al confine col Pakistan. Poco dopo il suo punto d’inizio, l'Arghastan prende un corso che cambia direzione da ovest a sud-ovest. Si unisce al Dori sulla riva destra, a circa 48Km a sud-ovest di Kandahar. Le sue acque sono utilizzate per irrigare le oasi di Kandahar. 
Il fiume Lora (da non confondere con il fiume Dori, noto anche come fiume Lora nel suo corso superiore) è un affluente da nord-est vicino al lago Ab-i Istada. Si unisce all'Arghastan sulla sua riva destra nel suo corso inferiore.